# Magyar Museum
A Magyar Museum irodalmi folyóirat volt a 18. század végén. Kazinczy Ferenc, Baróti Szabó Dávid és Batsányi János szerkesztették Kassán. Ez volt az első jelentős magyar nyelvű folyóirat.

## Létrehozása, jelentősége
A szerkesztők a honi nyelv és poézis "csinosítását” tűzték ki programjukban. Kazinczy Pályám emlékezete című művében azt írja, hogy a folyóirat kiadását ő kezdeményezte, és hogy azt Barótival, majd a hozzájuk csatlakozó Batsányival együtt 1787. november 13-án határozták el. Megalakították az úgynevezett kassai társaságot és a következő évben megjelentették az első számot. Ezután azonban Kazinczy „minden lárma nélkül” kivonta magát a szerkesztésből, de munkáit folyamatosan megjelentette, és Batsányi lényegében egyedül szerkesztette tovább a folyóiratot. 
A kiadványnak negyedévenként kellett volna megjelennie, a kiadást azonban a pesti nyomdász, Trattner Mátyás lelkiismeretlensége késleltette; míg az első negyed 1789 júliusában, a második csak 1790 elején jelent meg; a II. évfolyam pedig, amelyet már Ellinger János nyomtatott Kassán, teljesen csak az 1792. évben jött a közönség elé. A folyóirat 1792. évi negyedik – és egyben utolsó – száma a következő év elején jelent meg. A Magyar Hírmondó című újság 1793. augusztus 2-ai számában Batsányi bejelentette, hogy a kiadást „bizonyos okokra és tekéntetekre nézve... egy ideig elhalasztja”. Ekkorra ugyanis a cenzúra egyre szigorúbbá vált, a folyóiratban közreadott A franciaországi változásokra című verse miatt a költő ellen eljárás is indult.
A Magyar Museum igényesen szerkesztett, színvonalas és viszonylag népszerű folyóirat volt. A maga korában magas, 600–800-as példányszámban adták ki. Elsősorban irodalmi műveket, főként verseket tartalmazott, emellett közéleti érdeklődés is jellemezte, politikai témájú és külföldi eseményeket ismertető cikkeket is közölt.
A folyóirat jelentős mérföldkő volt a magyar nyelvű sajtó történetében és az irodalmi élet megteremtésének folyamatában. Fontos szerepet játszott a hazai olvasóközönség nevelésében, az íróknak pedig lehetőséget adott a magyar nyelvű munkák közlésére.